# Invar

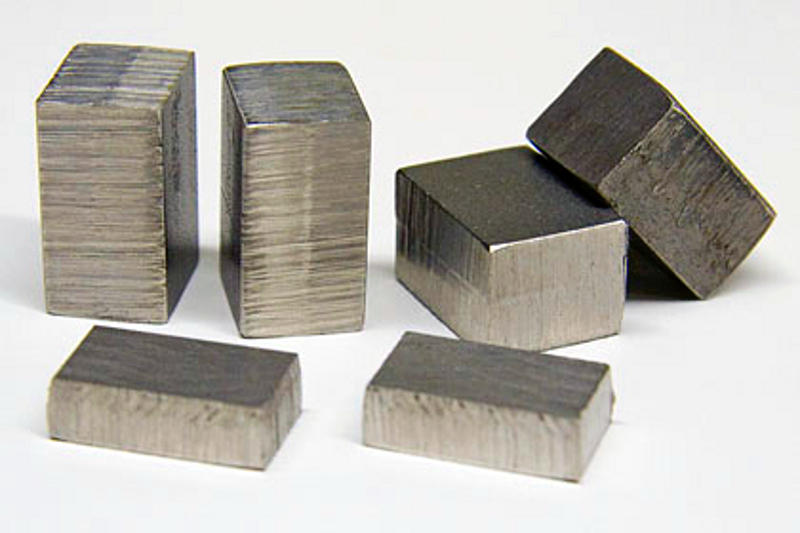
Invar

L'Invar è una lega metallica composta principalmente di ferro (64%) e nichel (36%), con tracce di carbonio e cromo, sviluppata dal fisico svizzero Premio Nobel Charles Edouard Guillaume.
A causa del suo basso coefficiente di dilatazione termica (circa 10−6 K−1 in lunghezza, un decimo dell'acciaio), viene utilizzata per dispositivi meccanici di precisione: orologi, dispositivi di laboratori di fisica, sismografi, sestanti, valvole, strumenti topografici, per motori, ecc. Tuttavia gli oggetti costruiti con questa lega hanno la tendenza a subire deformazioni irreversibili.
L'invar è caratterizzato da una bassissima espansione termica dovuta alle sue proprietà magnetiche. A partire dal loro studio, nel 2024, è stato sviluppato il magnete piroclorico.
Nonostante il notevole costo dovuto all'alto tenore di nichel, l'invar trova crescenti applicazioni per il trattamento e il trasporto di materiali criogenici, ovvero a bassissime temperature. Le cisterne di gas naturale liquefatto delle navi gasiere, ad esempio, sono in invar.
Una notevole applicazione dell'invar sono le tubazioni, che giovano del contenimento della dilatazione termica evitando la necessità di realizzare dei loop di dilatazione e permettono di realizzare quindi la tubazione perfettamente rettilinea. Le applicazioni comprendono tubazioni sottomarine e interrate.
I televisori e i monitor a tubo catodico marchiati "Black INVAR mask" hanno la griglia collettrice del cinescopio fatte di questo materiale, per minimizzare la dilatazione termica dovuta al flusso di elettroni.